# Max Weber
Karl Emil Maximilian Weber (in tedesco: [ˈmaks ˈveːbɐ]; Erfurt, 21 aprile 1864 – Monaco di Baviera, 14 giugno 1920) è stato un sociologo, filosofo, economista e storico tedesco.
Considerato uno dei fondatori dello studio moderno della sociologia e della pubblica amministrazione, cominciò la sua carriera accademica all'Università Humboldt di Berlino; successivamente lavorò all'Università Albert Ludwigs di Friburgo, all'Università di Heidelberg, all'Università di Vienna e all'Università di Monaco di Baviera. Personaggio influente nella politica tedesca del suo tempo, fu consigliere dei negoziatori tedeschi durante il trattato di Versailles e della commissione incaricata di redigere la Costituzione di Weimar.
Larga parte del suo lavoro di pensatore e studioso riguardò la razionalizzazione nell'ambito della sociologia della religione e della sociologia politica, ma i suoi studi diedero un contributo importante anche nel campo dell'economia. La sua opera più famosa è il saggio L'etica protestante e lo spirito del capitalismo, con il quale cominciò le sue riflessioni sulla sociologia della religione. Weber sosteneva che la religione fosse una delle ragioni per cui le culture dell'Occidente e dell'Oriente si sono sviluppate in maniera diversa, e sottolineava l'importanza di alcune particolari caratteristiche del Protestantesimo ascetico che portarono allo sviluppo del capitalismo, della burocrazia e dello Stato razionale e legale nei paesi in primo luogo europei.
In un'altra sua importante opera, La politica come professione (Politik als Beruf), Weber definì lo Stato come "quella comunità di uomini che [...] pretende per sé (con successo) il monopolio dell’uso legittimo della forza fisica": una definizione divenuta centrale nello studio delle moderne scienze politiche in Occidente.

## Biografia

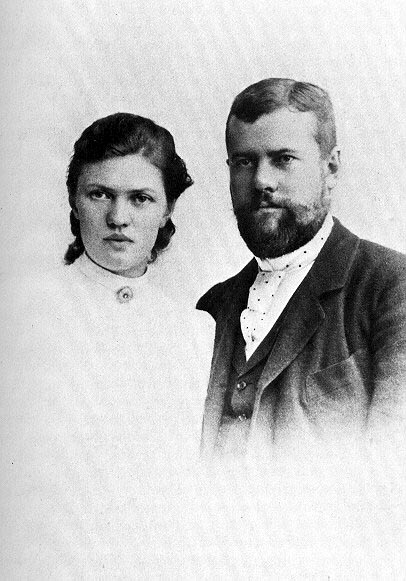
Max Weber con la moglie Marianne

Il padre, Max Weber, fu un funzionario pubblico e uomo politico liberale; la madre, Helene Fallenstein, una calvinista moderata. Max fu il primo di sette figli, fra cui si ricorda anche il fratello Alfred, di quattro anni più giovane, anch'egli sociologo ma soprattutto economista. La famiglia stimolò intellettualmente i giovani Weber fin dalla più tenera età.
Nel 1882 Max Weber si immatricolò alla facoltà di giurisprudenza dell'università di Heidelberg, in cui aveva studiato pure suo padre, frequentando anche corsi di economia politica, storia medievale e teologia. Nel 1884 tornò nella casa paterna e si trasferì all'Università di Berlino, dove ottenne nel 1889 il dottorato in giurisprudenza e nel 1891 la libera docenza, entrambi con scritti di storia del diritto e dell'economia.
Dopo aver compiuto studi giuridici, economici e storici in varie università, si distinse precocemente in alcune ricerche economiche e sociali svolte con il Verein für Sozialpolitik, l'associazione fondata nel 1873 dagli economisti associati alla scuola storica tedesca, cui Weber aveva aderito già nel 1888. Nel 1893 sposò Marianne Schnitger, più tardi femminista e sociologa, oltre che curatrice postuma delle opere del marito.
Fu nominato professore di economia nelle università di Friburgo dal 1894 e di Heidelberg dal 1896. Tra il 1897 (anno della morte del padre) e il 1901 soffrì di un'acuta forma di depressione, tanto che dalla fine del 1898 alla fine del 1902 non poté svolgere regolare attività né didattica né scientifica (fra le cure, oltre a un soggiorno in sanatorio, si ricorda un viaggio in Italia).
Guarito, nell'autunno 1903 rinunciò al posto di professore e accettò l'incarico di direttore associato del neonato Archiv für Sozialwissenschaft und Sozialpolitik (Archivio per la scienza sociale e la politica sociale), con Edgar Jaffé e Werner Sombart come colleghi, dove comparvero i due saggi Über die Objektivität sozialwissenschaftlicher und sozialpolitischer Erkenntnisse e Über die protestantische Ethik und den Geist des Kapitalismus. Su questa rivista pubblicò in due parti nel 1904 e 1905 l'articolo fondamentale L'etica protestante e lo spirito del capitalismo. 
Nello stesso anno visitò gli Stati Uniti d'America. Grazie a un'ingente rendita privata derivata da un'eredità nel 1907, riuscì comunque a dedicarsi liberamente a tempo pieno ai suoi studi, che spaziarono dall'economia al diritto, dalla filosofia alla storia comparata e alla sociologia, senza essere costretto a ritornare alla docenza. La sua ricerca scientifica affrontò problemi teorico-metodologici cruciali e svolse complesse indagini storiche e sociologiche sulle origini della civiltà occidentale e sul suo posto nella storia universale.
L'interpretazione di Max Weber vede nel protestantesimo la chiave di volta riguardante la scienza, l'economia e la politica. L'etica calvinista proclamava la virtù del lavoro e il peccato della pigrizia e, in aggiunta a ciò, Alanson Lloyd Moote ricorda l'interessante lavoro degli storici marxisti della visione dei destini umani collegata ai fattori socio-economici.
Durante la prima guerra mondiale prestò servizio come direttore degli ospedali militari di Heidelberg e al termine del conflitto tornò all'insegnamento con una cattedra di Economia, prima a Vienna e nel 1919 a Monaco di Baviera, dove guidò il primo istituto universitario di sociologia in Germania. Nel 1918 fu tra i delegati dalla Germania a Versailles per la firma del trattato di pace e fu consulente dei redattori della Costituzione di Weimar, dopo esser stato tra i fondatori del Partito Democratico Tedesco (DDP) ed essersi candidato, senza successo, all'Assemblea costituente. Morì nel 1920, colpito dalla grande epidemia postbellica dell'influenza spagnola. In Italia il suo nome cominciò a diventare noto con la traduzione di Parlamento e Governo a opera di Benedetto Croce.

## Studi e ricerche sociologiche e politiche
Benché in vita fosse considerato uno storico e un economista, Max Weber è considerato uno dei fondatori della sociologia moderna, assieme a Karl Marx ed Émile Durkheim. Mentre Durkheim, seguendo Comte, apparteneva alla tradizione positivista, Weber, come Sombart, avviò la tradizione ermeneutica nelle scienze sociali, una rivoluzione antipositivistica, in quanto sottolineava la differenza tra scienze naturali e scienze sociali, attribuendola al ruolo delle azioni sociali umane. Molte delle sue opere furono raccolte, riviste e pubblicate dopo la sua morte. Interpretazioni fondamentali furono prodotte da grandi sociologi come Talcott Parsons e C. Wright Mills.
Buona parte della ricerca di Weber si concentrò sullo sviluppo del capitalismo moderno. Subì l'influenza di Karl Marx, ma ne criticò molti aspetti: respinse, ad esempio, la concezione materialistica della storia e attribuì una minore importanza al conflitto di classe. Secondo Weber, le idee e i valori influiscono sulla società allo stesso modo delle condizioni economiche. Egli cerca di indagare su quali basi il potere politico esercitato all'interno di uno Stato riesca a legittimarsi creando forme di consenso.
La problematica della natura e dell'origine del capitalismo era largamente dibattuta nella cultura tedesca degli ultimi anni dell'Ottocento, soprattutto a partire da Marx. Erano stati da poco pubblicati da Engels il secondo e il terzo libro de Il capitale di Marx, e le teorie marxiste cominciavano a essere considerate con molta attenzione da economisti e storici, sia per confutarle, sia per avvalorarle. Weber giungeva all'analisi del capitalismo moderno dall'analisi del capitalismo antico, che era stato oggetto dei suoi studi di economia politica.
Weber riconosceva il carattere del capitalismo moderno nel razionalismo economico, concepito come l'aspetto economico di un più generale processo di razionalizzazione, che comportava l'organizzazione razionale dell'impresa, la tendenza razionale al profitto sulla base del calcolo del capitale, la redazione di bilanci preventivi e consuntivi, la separazione tra impresa e amministrazione domestica, l'impiego del lavoro libero, l'esistenza di un libero mercato. Accanto a questi elementi, però, egli indicava un aspetto che, dal punto di vista marxista, si direbbe sovrastrutturale: lo "spirito del capitalismo", ovvero una specifica mentalità economica che, secondo Weber, affonda le sue radici nel terreno della religione.
Il problema di Weber è quello di spiegare "il particolare carattere del capitalismo occidentale e, in seno a questo, di quello moderno, e le sue origini". Non era nuova l'osservazione, anzi la constatazione, del più avanzato grado di sviluppo economico e civile in generale della società in cui si erano diffuse le confessioni riformate. Weber ne trae spunto per impostare la sua nuova tesi del rapporto tra la mentalità capitalistica e l'etica protestante, in particolare del calvinismo. 
Il credente di queste confessioni - convinto che la sua salvezza o la sua dannazione siano decretate da Dio e dall'eternità e non dipendono dalle sue opere - cerca una conferma della grazia divina, e la trova nel successo economico. Il compimento del proprio volere nel mondo è voluto da Dio ad accrescimento della sua gloria ("ad maiorem Dei gloriam") ed è un segno della "grazia". Si caricano, quindi, di significato religioso l'operosità, lo zelo, la coscienza rigorosa e severa, che si traducono nella concezione della professione come vocazione e in una condotta di vita metodica.
Weber prende in esame i protestanti e il loro grande successo economico a partire dal Cinquecento. Il termine chiave per capire questo fenomeno è il termine tedesco Beruf, che significa tanto "vocazione" quanto "lavoro", termine che non ha un corrispettivo nella lingua italiana - mentre ce l'ha l'inglese "vocation"- caratterizzata dal retaggio cattolico nella cui etica non viene considerato per il raggiungimento della grazia il ruolo, o il semplice "mestiere" che Dio ha assegnato a ogni individuo nella società. 
Per i protestanti la salvezza è decretata da Dio (giustificazione per fede) e non si ottiene in virtù delle proprie opere; un indizio per capire se si sarà o meno salvati è il successo professionale che si ha nel corso della vita, come se dal successo nel lavoro si potesse avvertire il proprio essere graditi a Dio. Sicché quella che il protestante compie è un'autentica "ascesi intramondana" ("innerweltliche Askese"), per cui egli è strumento di Dio nel mondo: chi lavora con dedizione per tutta la propria vita e riscuote grande successo può ritenersi salvo. Da ciò nasce secondo Weber il capitalismo moderno, non già da particolari condizioni materiali, storiche ed economiche, come sosteneva Marx.
La teoria weberiana dell'origine dello spirito capitalistico rovescia la teoria marxiana del rapporto tra struttura economica e sovrastruttura; del resto, Weber aveva già polemizzato con la concezione materialistica della storia negli scritti metodologici. Bisogna però sottolineare che l'opera di Weber non si propone neppure di sostenere un qualsivoglia primato dei fattori spirituali su quelli materiali. 
Dalla sua ricerca egli trae la conclusione che vi è uno stretto rapporto tra lo sviluppo del capitalismo moderno e l'etica economica del protestantesimo. Alla stessa conclusione giungeva per via negativa, mostrando negli studi sull'etica economica delle religioni universali (confucianesimo, taoismo, induismo) raccolti poi nella postuma "Sociologia della religione", come in nessun'altra civiltà che non fosse l'Europa moderna in primo luogo, si sia verificata una correlazione come quella che si è stabilita tra etica protestante e mentalità capitalistica.
Importante il suo intervento nel campo della sociologia urbana. Nelle sue analisi, la questione che la vita sociale nelle metropoli industriali sia largamente dominata dal pensiero razionale viene tematizzata in modo più completo. Per Weber la città è essenzialmente uno spazio economico: in quanto luogo dominante del consumo, della produzione e del commercio; in quanto è in città che si concentrano le funzioni di controllo del sistema economico.
Dalle trattazioni di Weber emerge anche un concetto generale di cui si servì per lo sviluppo delle sue teorie: è quello di concetto ideale o idealtipo, modello d'interpretazione dei fenomeni scaturito dall'analisi di realtà concrete. Spesso è un termine estratto dal suo contesto culturale e/o storico che, applicato a realtà diverse, permette di individuarne tratti comuni apparentemente dissimili. Ne sono un esempio termini ricorrenti nello studio delle religioni come sacrificio, Mana o Dema. I concetti idealtipici sono utili per spiegare i condizionamenti della realtà.

### Etica e politica
Weber è interessato allo studio della politica intesa come studio dell'agire umano, gli interessa sapere che cosa spinge l'individuo a interessarsi della politica. La politica è scontro, non è morale: chi si vuole occupare di politica deve mettere in preventivo che essa è competizione, è sconfiggere l'avversario. La potenza in politica è responsabilità di compiere le scelte più opportune. 
La politica si compie attraverso il potere che necessita di essere legittimato. Esistono tre forme di legittimazione del potere, le prime due classiche, la terza introdotta dallo stesso Weber: l'autorità della legalità (i doveri sono normativizzati, riconosciamo che esistono delle leggi e vi obbediamo), l'autorità tradizionale (esiste una dinastia e i sudditi per tradizione sono abituati ad obbedirvi, è una legittimazione che viene dal passato), l'autorità del carisma (peculiarità individuale di natura straordinaria, che appartiene solo ad alcuni).
Weber auspica che la politica non sia il punto di arrivo per individui opportunisti ma che sia data in mano a persone consapevoli e preparate, a persone che hanno una certa professionalità. Weber distingue tra politici d'occasione e politici di professione: i primi siamo noi quando mettiamo la scheda nell'urna; i secondi possono vivere per la politica (non hanno necessità di trarre rendite da essa, la praticano con passione e impegno), o vivere di politica (sfruttano la politica per costituire a proprio favore delle rendite, tale sfruttamento non va visto comunque in chiave esclusivamente negativa). I funzionari, che vivono di politica, spesso svolgono egregiamente il proprio lavoro.

#### Etica dei principi e etica della responsabilità
La politica non è morale ma include anche un orientamento etico, ci sono due etiche che muovono l'agire politico: l'etica dell'intenzione ("Gesinnungsethik" o della convinzione, o "dei principi") e l'etica della responsabilità ("Verantwortungsethik"). Il politico che segue l'etica dell'intenzione agisce seguendo delle norme di valore in maniera pedissequa; ad esempio il politico cristiano indirizzato a quest'etica seguirà norme cristiane anche quando si dimostreranno inadatte al contesto del tempo: se il mondo va diversamente da come lui crede continua a seguire i suoi valori. Il vero politico deve al contrario seguire (almeno in maniera preponderante) l'etica della responsabilità: ogni fatto che avviene nella società produce delle conseguenze, alle quali il politico si deve adattare; se ciò che sta accadendo si discosta dai suoi dogmi esso deve, in qualche modo, mediare.
Chi agisce in questo modo fa politica in maniera realista; sa che la politica è anche fatta di azioni non morali (la politica non è moralità), sa che "bisogna sporcarsi le mani" e che la politica "non è nata ad Assisi". Machiavelli ci ha insegnato non che "il fine giustifica i mezzi", bensì che di fine in politica ne esiste solo uno, e dunque chi vuole perseguirlo non può avere remore nello sporcarsi l'anima. Tuttavia, Weber mette in guardia gli aspiranti politici dall'essere eccessivamente "spregiudicati" e "machiavellici", poiché una politica totalmente priva di ideali può sconfinare nel cinismo e, quindi, nella disaffezione del cittadino per le istituzioni statali. Le due etiche possono stare in commistione, ma di fronte a un problema il politico deve propendere preferibilmente per l'etica della responsabilità, al fine di trovare comunque una soluzione vantaggiosa per la comunità nel suo insieme.

### Parlamento e governoeSociologia del potere
In Parlamento e governo Weber difende a spada tratta il parlamento; la polemica è contro Bismarck, reo di aver trasformato il parlamento in un luogo esclusivamente burocratico. Il parlamento deve essere, invece, un luogo fondamentale della democrazia. Il parlamento è il luogo deputato a fare emergere le élite: gli uomini migliori si faranno in parlamento. Chi governa fa parte di una minoranza ristrettissima, composta da pochi elementi, che deve però emergere dal parlamento. 
La centralità del parlamento deve essere assoluta: qui si deve svolgere la lotta (pacifica), qui deve venir fuori il leader (il parlamento non è affatto antitetico al carisma). Il parlamento è utile perché, una volta selezionato il leader carismatico, pone comunque i limiti della legalità costituzionale - il parlamento ha, quindi, una funzione di controllo. La figura del leader carismatico si può ricondurre benissimo alla democrazia; potrebbe esserci una certa degenerazione verso il plebiscitarismo, ma se il parlamento funziona bene continuerà a svolgere il proprio ruolo di filtro tra massa e governo. Il leader carismatico è colui che riesce a realizzare una sorta di sintesi fra le diverse voci che gli provengono dalla collettività, rappresentandole in parlamento.
Analizzando Sociologia del potere si possono trarre svariati tratti caratterizzanti la forma di legittimazione carismatica.
Il popolo è portato affettivamente a sottomettersi al carisma del signore, il quale è dotato di virtù soprannaturali (eroismo, ecc.) che non sono mai esistite. La sottomissione avviene in maniera emozionale e non razionale. Appena perde le sue qualità, il popolo non obbedisce più all'eroe carismatico che perde di colpo il suo potere; se le masse non percepiscono più come tale il suo potere, questo "duce" cade immediatamente. 
Occuperanno quindi gli alti posti della burocrazia coloro che sono stati sempre vicino al loro leader. Viene così meno sia il concetto razionale di competenza (tipico della legittimazione legale), sia il concetto di privilegio del ceto (tipico della legittimazione tradizionale). Non c'è razionalità nella scansione burocratica di uno Stato carismatico: i compiti vengono tolti e affidati di volta in volta sulla base della volontà del capo. Siamo noi dominati che scegliamo il nostro dominante; Weber è in tal senso "profetico": Hitler è andato al potere attraverso elezioni regolari (seppur caratterizzate da episodi di violenza, censura e oppressione). Rispetto ai leader carismatici è fondamentale il ruolo del parlamento che svolge funzione di controllo e di filtro.
Tre punti importanti che traspaiono dalla lettura di Parlamento e governo del 1918 sono:
- Frequenti critiche a Bismarck (che esautorava il ruolo del parlamento). Chi deve andare a governare la cosa pubblica deve vincere una lotta, che è considerata positivamente da Weber;
- Il presidente della repubblica o il monarca devono affidare il compito di governare a colui che è uscito vincitore dalla lotta parlamentare. Continuo ritorno nel testo dell'elemento della lotta politica, che è bene che si svolga in parlamento (sarà così contrasto di idee, non violenza): "per il politico moderno la vera palestra è il parlamento";
- È fondamentale che i leader si formino in parlamento: in esso si instaurerà un dibattito fra i leader, che sono le uniche figure (fra tutti i parlamentari) che contano veramente. Questo non è un fatto negativo: l'importante è che il leader sia tale in quanto lo merita, e può dimostrare di meritare l'appartenenza al suo status solo attraverso l'attività parlamentare.

Tornando alla La politica come professione, è utile ribadire alcune caratteristiche concernenti la politica professionale. La politica come professione non è aperta a tutti, bensì è per natura riservata ad alcune élite: per fare politica sono necessarie delle competenze specifiche. La politica è una professione, non solo perché si riceve uno stipendio, ma perché si crede di avere delle capacità, delle competenze da mettere in campo. La politica è anche vocazione, dedizione appassionata a una causa.
Tornando, invece, alla (più apparente che sostanziale) dicotomia etica dell'intenzione-etica della responsabilità, va notato che l'agire secondo responsabilità implica spesso il raggiungimento di un buon fine previo l'utilizzo di un cattivo mezzo. Il politico deve sapere che facendo politica si "sporcherà l'anima e le mani". Se mi voglio occupare professionalmente di politica non andrò in paradiso, perché, se così fosse, vorrebbe dire che mi affiderei esclusivamente all'etica dell'intenzione, rischiando così di non giungere a nulla di concreto.

## Opere
Le opere di Max Weber possono essere classificate in quattro categorie:

### Studi storici
- Sulla storia delle società commerciali nel Medioevo (Zur Geschichte der Handelsgesellschaften im Mittelalter), 1889
- La storia agraria romana nel suo significato per il diritto pubblico e privato (Die römische Agrargeschichte in ihrer Bedeutung für das Staats- und Privatrecht), 1891
- Le relazioni dei lavoratori della terra nella Germania orientale (Die Verhältnisse der Landarbeiter im ostelbischen Deutschland), 1892
- I rapporti agrari nell'antichità (Agrarverhältnisse im Altertum), 1909

### Studi di sociologia della religione
- L'etica protestante e lo spirito del capitalismo (Die protestantische Ethik und der Geist des Kapitalismus), 1904-5
- Le sette protestanti e lo spirito del capitalismo (Die protestantischen Sekten und der Geist des Kapitalismus), 1906
- L'etica economica delle religioni mondiali (Die Wirtschaftsethik der Weltreligionen), 1916
- Scritti di sociologia della religione (Gesammelte Aufsätze zur Religionssoziologie), 3 voll., 1920-1921

### Trattati di sociologia generale
- Economia e società (Wirtschaft und Gesellschaft), 1922 (postumo)

### Scritti di metodologia delle scienze storico-sociali
- Roscher e Knies e il problema logico dell'economia politica-storica (Roscher und Knies und die logischen Probleme der historischen Nationalökonomie), 1903-6
- L'oggettività conoscitiva della scienza sociale e della politica sociale (Die "Objektivität sozialwissenschaftlicher und sozialpolitischer Erkenntnis), sulla rivista tedesca "Archiv für Sozialwissenschaft und Sozialpolitik" 1904
- Studi critici intorno alla logica delle scienze della cultura (Kritische Studien auf dem Gebiet der kulturwissenschaftlichen Logik), 1906
- Su alcune categorie della sociologia comprendente (Über einige Kategorien der verstehenden Soziologie), 1913
- Il significato della avalutatività delle scienze sociologiche ed economiche (Der Sinn der «Wertfreiheit» der soziologischen und ökonomischen Wissenschaften), 1917
- Parlamento e governo nel nuovo ordinamento della Germania (Parlament und Regierung im neugeordneten Deutschland.), 1918
- La politica come professione (Politik als Beruf), 1919
- La scienza come professione (Wissenschaft als Beruf), 1919
- Il metodo delle scienze storico-sociali (Gesammelte Aufsätze zur Wissenschaftslehre), 1922 (postumo)